# على جسر وستمنستر، 3 سبتمبر 1802
«كُمبوزد أبون وستمنستر بريدج، 3 سبتمبر 1802» (بالإنجليزية: Composed upon Westminster Bridge, September 3, 1802)‏ عبارة عن سونيت بتراركان من تأليف الشاعر الرومانسي ويليام ووردزوورث، يصف وردزوورث لندن ونهر التمز عند مشاهدته من جسر وستمنستر في الصباح الباكر. نُشرت لأول مرة في مجموعة قصائد في مجلدين عام 1807.
Earth hath not anything to show more fair:

Dull would he be of soul who could pass by

A sight so touching in its majesty:

This City now doth, like a garment, wear

The beauty of the morning; silent, bare,

Ships, towers, domes, theatres and temples lie

Open unto the fields, and to the sky;

All bright and glittering in the smokeless air.

Never did sun more beautifully steep

In his first splendor, valley, rock, or hill;

Ne'er saw I, never felt, a calm so deep!

The river glideth at his own sweet will:

Dear God! The very houses seem asleep;

And all that mighty heart is lying still!

## الحكاية والتحليل
| على جسر وستمنستر، 3 سبتمبر 1802                   | ... غادرنا لندن صباح يوم السبت في الساعة 5 والنصف أو 6 والنصف (لقد نسيت) يوم 31 يوليو وركبنا من شاطئ دوفر في تشارينغ كروس، كان صباحاً جميلاً، صنعت مدينة سانت بولس مع النهر والعديد من القوارب الصغيرة أجمل مشهد، وذلك عندما عبرنا جسر وستمنستر، لم تكن البيوت مغمورة بسحب الدخان، كانت الشمس مشرقة جدًا كضوء نقي، لدرجة أنه كان هناك شيء مثل نقاء أحد مناظر الطبيعة العظيمة. | على جسر وستمنستر، 3 سبتمبر 1802 |
| — دوروثي ووردزوورث، جريدة جراسمير، 31 يوليو 1802. | |                                 |

كانت السونيت مكتوبة في الأصل منذ عام 1803، وتم الكتابة عن هذا في طبعات لاحقة وتم تحديد تاريخ كتابتها بدقة، كُتبت في 31 يوليو 1802، عندما كان ووردزوورث وشقيقته دوروثي مسافران إلى كاليه لزيارة أنيت فالون وابنته كارولين، قبل سفرهم.
كانت السونيت معروفة، وكانت من المراجعات القاسية لها عمومًا مثل مراجعة فرانسيس جيفري في إدنبرة عندما نُشرت قصائد في مجلدين لأول مرة. يكمن السبب بلا شك في بساطتها العظيمة وجمال اللغة، مما يحول على ملاحظة دوروثي بأن هذا المشهد من صنع الإنسان هو مع ذلك مشهد يمكن مقارنته بأروع المناظر الطبيعية في الطبيعة. قام كلينث بروكس بتحليل السونيتة في هذه المصطلحات في The Well Wressed Urn: Studies in the Structure of Poetry.
لاحظ ستيفن جيل أنه في نهاية حياة ووردزوورث، كان مشغولاً في تحرير أعماله، مثل مراجعته لهذه السوناتة كانت ردًا على اعتراض من سيدة بأن لندن لا يمكن أن تكون «عارية» و«مكسوة» (مثال على استخدام المفارقة في الأدب).
لم يكن من المفاجئ أن تتبع السونيتة إدخال دفتر يوميات لدوروثي لأن دوروثي كتبت لها مجلة جراسمير أنها كانت متاحة مجانًا لووردزوورث، والذي قال بدوره عن دوروثي «لقد أعطتني عيوني، أعطتني أذني» في قصيدته «عش العصفور».

### تحليل
تجسد السونيتة لحظة من الجمال العميق في قلب لندن. من خلال الصور الحية والتأمل الاستبطاني، يحتفل وردزورث بهدوء المدينة في ساعات الصباح الباكر، تقدم بنية القصيدة ولغتها وموضوعاتها نظرة ثاقبة لإيديولوجية وردزورث الرومانسية ونظرته للطبيعة.
يسمح هذا الهيكل الرسمي للسوناتة بتراركان لوردزورث باحتواء أفكاره ضمن إطار محكم أثناء استكشاف الموضوع الموسع لقوة الطبيعة المتعالية. تحدث الفولتا، أو المنعطف الموضوعي، بين الأوكتاف والسسيتت، مما يشير إلى تحول في المنظور من العالم الخارجي إلى التأمل الداخلي للشاعر.
يعد اختيار وردزورث للغة أمرًا مهمًا في نقل موضوعات القصيدة. يستخدم الصور المرئية والسمعية لاستحضار جمال لندن الهادئ عند الفجر. عبارات مثل "صامت، خالي"، "هواء بلا دخان"، و"السفن والأبراج والقباب والمسارح والمعابد" ترسم صورة لمدينة غارقة في العظمة الهادئة. من خلال هذه الأوصاف، يقترح وردزورث أن حضور الطبيعة السامي يمكن العثور عليه حتى في الهياكل التي من صنع الإنسان، علاوة على ذلك، فإن استخدام وردزورث للتجسيد يضفي على المدينة إحساسًا بالحيوية والانسجام، ويصف نهر التايمز بأنه "ينساب بإرادته الجميلة"، وينسب القوة إلى عنصر طبيعي ويشير ضمنيًا إلى وجود علاقة متناغمة بين الإنسانية والعالم الطبيعي. يؤكد هذا التصوير المجسم إيمان وردزورث بالترابط بين جميع الكائنات الحية والألوهية المتأصلة في الطبيعة.
من الناحية الموضوعية، تعكس القصيدة أيديولوجية وردزورث الرومانسية، والتي تؤكد على الأهمية الروحية للطبيعة والاستجابة العاطفية للفرد لها. تحتفل القصيدة بالجمال الرفيع للعالم الطبيعي، مما يشير إلى أن لحظات الإدراك المتزايد يمكن أن تؤدي إلى رؤى روحية عميقة. وبهذا المعنى، تجسد القصيدة إيمان وردزورث بقدرة الطبيعة التحويلية على إلهام الرهبة والعجب في النفس البشرية.

## قراءات إضافية
- Davies, Hunter. William Wordsworth, Weidenfeld and Nicolson, 1980
- Wilson, Frances. The Ballad of Dorothy Wordsworth, Faber and Faber, 2008